# 沃赫馬河
沃赫馬河是俄羅斯的河流，屬於韋特盧加河的右支流，由沃洛格达州和科斯特羅馬州負責管轄，河道全長219公里，流域面積5,560平方公里，上游流經森林和沼澤地區。